# La magnifica sfida
La magnifica sfida è un film del 1965, diretto da Miguel Lluch.

## Trama
Di ritorno nel suo paese, Kadir assiste all'imboscata della scorta della principessa Amar, diretta a Samara per sposare l'emiro Atatur. Atatur ha infatti richiesto questo matrimonio come conseguenza della sua vittoria sul regno di Caverin. Kadir viene cavallerescamente in aiuto delle guardie della principessa e del loro capo, Kames, che in segno di gratitudine lo presenta ad Atatur dopo che questi hanno sbaragliato gli aggressori. Naturalmente l'emiro indaga su chi ha osato attaccare la carovana, e scopre che gli aggressori indossavano abiti simili a quelli dei nomadi di Hussein: li fa quindi attaccare e catturare Hussein. Ma i figli di Hussein ritrovono gli aggressori della carovana e li tengono prigionieri, offrendo ad Atatur di consegnarli a lui. Sembra acconsentire allo scambio alle condizioni proposte, ma inganna tutti e non libera Hussein. Porta via i prigionieri portati dai nomadi per torturarli. Kadir ha già capito che questi aggressori, ora prigionieri, erano in realtà amici della principessa Amar : volevano impedire il suo disastroso matrimonio con Atatur. Invita la principessa Amar a non riconoscerli quando Atatur la farà passare davanti a loro in prigione, per non dare pretesto ad una nuova campagna punitiva contro la sua città d'origine. Purtroppo, il tiranno Atatur ha già deciso di condurre questa campagna indipendentemente dall'atteggiamento della sua recalcitrante moglie. Nel frattempo Kadir è riconosciuto da alcuni cittadini di Samara come il figlio scomparso dell'emiro precedente, assassinato da Atatur. Nel gruppo dei suoi partigiani c'è anche Kames, che finge di servire Atatur per proteggere la sorella di Kadir, presentandola come sua amante e ballerina nella taverna di Ali. Kadir e i suoi partigiani si uniscono ai nomadi per schiacciare Atatur e i suoi mercenari nel deserto. Così muoiono tutti coloro che non rispettano i diritti delle persone...